# Nienhagen (Gilten)
Nienhagen ist ein Teil der Gemeinde Gilten (Samtgemeinde Schwarmstedt) im Landkreis Heidekreis in Niedersachsen.
Das Dorf hat 209 Einwohner und verfügt über ein Dorfgemeinschaftshaus sowie eine Freiwillige Feuerwehr.

## Geschichte
Am 1. März 1974 wurde Nienhagen in die Gemeinde Gilten eingegliedert.

### Einwohnerentwicklung
| Jahr | Einwohner |
| ---- | --------- |
| 1910 | 270       |
| 1925 | 289       |
| 1933 | 275       |
| 1939 | 260       |
| 1961 | 493       |
| 1970 | 440       |